# Ontologie (filosofie)
De ontologie (van het Griekse ὄντως = zijnde en λόγος = woord, leer) of zijnsleer is onderdeel van de metafysica, de filosofische tak die het wezen onderzoekt dat achter de waargenomen werkelijkheid schuilgaat. De ontologie onderzoekt en beschrijft de eigenschappen, of breder: het zijn van het geheel van dingen, "entiteiten" of zijnden, waarvan aangenomen wordt dat ze bestaan of beter: zijn. De klassieke ontologie probeert, op grond van hun eigenschappen, de entiteiten vervolgens in te delen in fundamentele categorieën. Daarom wordt de ontologie soms ook wel 'categorietheorie' genoemd.

## Historische ontwikkeling van het begripontologie
Van de klassieke oudheid tot en met de middeleeuwen waren metafysica en ontologie volledig synoniem aan elkaar. Met Christian Wolff (1679-1754) ontstonden er afsplitsingen van de algemene metafysica, te beginnen met (toentertijd) de kosmologie, de psychologie en allerlei apologetische stromingen binnen de theologie. De kosmologie was in de 17e en 18e eeuw een meer-omvattend begrip dan tegenwoordig. Ze omvatte alle beschikbare kennis omtrent de wereld, dat wil zeggen het wereldse afgezet tegen bijvoorbeeld het goddelijke.

## Ontologie van de natuurwetenschappen

### Materialisme
Binnen een wetenschappelijk vakgebied fundeert een ontologie het (impliciet) filosofische kader vanwaaruit de werkelijkheid onderzocht wordt. Binnen de natuurwetenschappen zijn de klassieke natuurkunde, de scheikunde en de biologie te beschouwen als fundamenteel materialistisch. Wetenschappelijk materialisme is de overtuiging dat de materie de fundamentele substantie vormt in de kosmos, en dat alle verschijnselen, met inbegrip van bewustzijn en cognitie, uiteindelijk tot materie kunnen worden herleid.

### Biologie
De biologische wetenschap wordt ontologisch gefundeerd door een materialistische grondhouding, plus de twee basistheorieën of paradigma's van respectievelijk de evolutieleer en de celtheorie.

### Moderne natuurkunde
In de moderne natuurkunde werd het concept van het dualistische golf-materie-karakter van elementaire deeltjes geïntroduceerd, met bovendien de stelling dat (menselijke) observatie het gedrag van een dergelijk subatomair quantum-systeem beïnvloedt.

## Voorbeeld van een wetenschappelijke, ontologische insteek
Een voorbeeld van een ontologische insteek betreft de beginselen van empirisch onderzoek. Bij empirisch onderzoek wordt de aard van een onderzoeksobject ontologisch gezien als:
- een onveranderlijke structuur hebbende
- objectief gegeven
- meetbaar
- onafhankelijk van menselijk kennen

Met name de eerste term is van belang omdat zonder een onveranderlijke structuur experimenten op het object geen zin hebben. In het geval van veranderlijke objecten wordt de onveranderlijke wetmatigheid daarin gezocht.
Van het begrip ontologie uit de filosofie is later het specifieke begrip ontologie binnen de informatica afgeleid.

## De ontologische vraag naar het bewijs voor het bestaan van iets
De vraag: "is er -'iets'-; wát dan ook?" dient te worden beantwoord.
De ontkenning: "nee, er is niets" spreekt zichzelf tegen, aangezien de uitspraak zelf (of, zoals in dit geval, de schriftelijke bewering) -'iets'- is en derhalve in- en uit zichzelf onwaar is; zelfs een leugen.
De radicale en fundamentele twijfel (kan alles in twijfel worden getrokken?) hieromtrent wordt weggenomen door het antwoord: "ja: er is deze vraag", waarmee, in één stuk door, twee antwoorden worden gegeven: te weten het 'zijn' van deze (zichzelf bevestigende) vraag en daarmee het 'zijn' van de vraagsteller. Daaruit wordt de conclusie getrokken (onder de aanname dat de vraagsteller niet onbestaand is): "Ergo: ik ben".
Deze laatste aanname: dat de vraagsteller, het subject, niet onbestaand kan zijn is een zwak punt. Men gaat er dan van uit, dat alleen het "zijnde" "IS" en dat het "niet zijnde", niet bestaat. Als zodanig kan men deze bewijsvoering zien als een cirkelredenering. Dat kan men al vaststellen bij Parmenides. Het uitgangspunt van Parmenides is, dat de rede leert dat je alleen een Zijn kunt denken, niet een niet-Zijn. Tegenover het Zijnde staat niets, dus ook niet het denken. "Denken en Zijn zijn één en dezelfde." Deze opvatting van Parmenides kan gezien worden als de basis van de huidige opvatting dat de mens een intelligibel (denkend) wezen is. Kitaro Nishida, die een brug tracht te slaan tussen het westerse en oosterse denken, publiceerde De Logica van de Plaats van het Niets en de Religieuze Wereldbeschouwing. Daarin ziet hij het zijnde en het niet-zijnde als dualistisch en elkaar wederzijds bepalend. Men zou kunnen stellen dat de ontologie alleen binnen het denken bestaat, maar niet daarbuiten.

## Ontologen
Onder meer de volgende denkers hielden zich bezig met ontologie:
- Aristoteles
- Anselmus van Canterbury
- Alain Badiou
- Democritus
- René Descartes
- Johannes Duns Scotus
- Nicolai Hartmann
- Martin Heidegger
- Heraclitus
- Edmund Husserl
- Immanuel Kant
- Gottfried Leibniz
- Alexius Meinong
- Maurice Merleau-Ponty
- Ahmad ibn Tajmijja
- Jean-Luc Nancy
- Parmenides
- Plato
- W.V.O. Quine
- Bertrand Russell
- Jean-Paul Sartre
- Thomas van Aquino
- Lao Tse
- Ludwig Wittgenstein
- Thales